# 国際連合安全保障理事会決議76
国際連合安全保障理事会決議76（こくさいれんごうあんぜんほしょうりじかいけつぎ76、英: United Nations Security Council Resolution 76, UNSCR76）は、1949年10月5日に国際連合安全保障理事会決議で採択された決議。インドネシア情勢に関する活動の費用に関するものである。
バタヴィアの領事委員会から安保理議長宛の電報を受け取ったうえで、インドネシアにおける軍事監視員の将来の費用を国際連合が負担することを要請したもの。このあと理事会は事務総長に電報を送信した。
決議は、ウクライナ・ソビエト社会共和国とソビエト連邦が棄権し9票の賛成で採択された。

## 詳細
以下はその和訳。
安全保障理事会は、
1949年7月29日の原子力委員会の第24回会合で採択された二つの決議31を伝達する原子力委員会の委員長からの1949年7月29日付けの書簡30を受領し検討し、

事務総長に、この書簡及び添付の決議を、原子力委員会でのこの問題の討議記録とともに、総会及び国際連合の加盟国に伝達することを指示する。

30 安全保障理事会公式記録、第4年、1949年9月、10月、11月、12月の補足、文書S/1377。
31 同上、附属書Ⅰ（文書AEC/42）および附属書Ⅱ（文書 AEC/43）。